# Wyższa Szkoła Oficerska im. Stefana Czarnieckiego
Wyższa Szkoła Oficerska im. gen. Stefana Czarnieckiego (WSO im. S. Czarnieckiego) – uczelnia Sił Zbrojnych RP, funkcjonująca w latach 1994–2002 w Poznaniu.

## Formowanie i zmiany organizacyjne
Szkoła została utworzona 1 października 1994 na podstawie rozporządzenia Rady Ministrów z 07.06.1994. Szkoła powstała z połączenia Wyższej Szkoły Oficerskiej Służb Kwatermistrzowskich i Centrum Szkolenia Wojsk Lądowych.
Głównym zadaniem uczelni było szkolenie kadr oficerskich dla potrzeb Sił Zbrojnych RP. Przygotowywano dowódców pododdziałów wojsk pancernych i służb logistycznych, którzy kształceni byli na studiach I stopnia trwających 4 lata. Oprócz tego uczelnia prowadziła działalność naukowo-badawczą w dziedzinie nauk wojskowych, ekonomicznych, i technicznych. Część badań naukowych realizowano na zlecenie Sztabu Generalnego WP.
Wyższą Szkołą Oficerską im. Stefana Czarnieckiego rozformowano 30 września 2002 na podstawie Rozporządzenia Rady Ministrów z 18 grudnia 2001. Na jej bazie utworzono Centrum Szkolenia Wojsk Lądowych im. Stefana Czarnieckiego i zamiejscowy Wydział Wojsk Pancernych i Logistyki Wyższej Szkoły Oficerskiej Wojsk Lądowych we Wrocławiu.

## Tradycje
Uczelnia wywodziła swój rodowód ze szkół i kursów utworzonych w ZSRR. Była kontynuatorem szkół i ośrodków, które funkcjonowały w WP w latach 1944–1994, a zwłaszcza Wyższej Szkoły Oficerskiej Wojsk Pancernych im. Stefana Czarnieckiego i Wyższej Szkoły Oficerskiej Służb Kwatermistrzowskich

## Kierunki studiów
W szkole realizowano 4-letnie zawodowe studia licencjackie:
- na Wydziale Wojsk Pancernych na kierunku pedagogika w specjalności dowodzenie pododdziałami czołgów
- na Wydziale Logistyki na kierunku zarządzanie w specjalnościach: dowodzenie pododdziałami zaopatrzenia, logistyka i ekonomika wojskowa

## Struktura organizacyjna (1994)
- Komenda
- Oddział Kształcenia
- Wydział Naukowo-Badawczy
- Wydział Personalny
- Wydział Wychowawczy
- Wydział Wojsk Pancernych
- Wydział Logistyki
- Biblioteka Główna
- Centrum Szkolenia Wojsk Lądowych i Logistyki
- Ośrodek Szkolenia Poligonowego w Biedrusku
- pododdziały szkolne
- pododdziały zabezpieczenia

## Komendanci (rektorzy)
- gen. bryg Józef Flis (1994-1996)
- gen. bryg. Krzysztof Pajewski (1996-2002)
- płk Stefan Filary (2002)